# Rhoicissus
Rhoicissus é um género botânico pertencente à família Vitaceae.

## Espécies
- Rhoicissus capensis
- Rhoicissus cirrhiflora
- Rhoicissus cuneifolia
- Rhoicissus digitata
- Rhoicissus dimidiata
- Rhoicissus tomentosa

1. ↑  «Rhoicissus — World Flora Online». www.worldfloraonline.org. Consultado em 19 de agosto de 2020